# Guinea (region)
Guinea (jinak také tropická Afrika) je tradiční název pro region Afriky, který leží na pobřeží Guinejského zálivu. Zabírá deštný prales a končí na pomezí tohoto pralesa a Sahelu.

## Státy v regionu Guinea
- Benin
- Ghana
- Guinea
- Guinea-Bissau
- Libérie
- Pobřeží slonoviny
- Sierra Leone
- Rovníková Guinea
- Togo
- Jižní Nigérie
- Západní Kamerun
- Senegal
- Burkina Faso
- Gambie